# Parang
För andra betydelser, se Parang (olika betydelser).
Parang (Bayan ng Parang) är en kommun i Filippinerna. Kommunen tillhör provinsen Shariff Kabunsuan och ligger på ön med samma namn. Folkmängden uppgår till 60 935 invånare.

## Barangayer
Parang är indelat i 24 barangayer.
| - Gadungan - Gumagadong Calawag - Guiday - Landasan (Sarmiento) - Limbayan - Bongo Island (Litayen) - Magsaysay - Making - Nituan - Orandang - Pinantao - Poblacion | - Polloc - Tagudtongan - Tuca-Maror - Manion - Macasandag - Cotongan - Poblacion II - Samberen - Kabuan - Campo Islam - Macarimbang - Gadunganpedpandaran |